# ナビコ
ナビコ（英語：Navico）は、ノルウェーに本拠を置くマリンエレクトロニクス企業。プレジャー部門と商業部門双方に向けた商品開発と製造を行う。日本の古野電気に次ぐ海洋電子機器の主要サプライヤーとなり、音響測深装置を開発したノルウェー人であるウィリー・サイモンセン（Willy Simonsen）が1946年に設立したサイモンセン・レディオ（Simonsen Radio）が起源となる。
本社はノルウェーのエーゲシュン（エーゲルスン）に置き、グループ企業としてアメリカ、イギリス、メキシコ、ニュージーランドに製造拠点を構える。

## 歴史
1946年 - ノルウェー人であるウィリー・サイモンセン（Willy Simonsen）によってサイモンセン・レディオ（Simonsen Radio）が設立される。また、シムラッド・ヨッティング（Simrad Yachting）はサイモンセン・レディオ以外で構成された海洋機器の組合から誕生する。
1955年 - ブルックス&ゲートハウス（Brookes＆Gatehouse, B＆G）社は、イギリス人のR.N ゲートハウス（R.N.Gatehouse）と、ロナルド・ブルックス（Ronald Brookes）の2名よって設立された。
1957年 - アメリカ人であるダレル・ローレンス（Darrell Lowrance）によってローレンス・エレクトロニクス（Lowrance Electronics）が設立され、一般の釣り人に向けた初となるレクレーション用ソナーであるフィッシュロケーター（Fish-Lo-K-Tor、別名:リトルグリーンボックス）の発売を開始する。
2003年 - シムラッドがB＆Gを買収。
2005年 - スウェーデンのプライベート・エクイティ・ファームであるAltor 2003 Fund社がコングスベルグ・グループからシムラッドを買収。
2006年 - Altor 2003 Fundがアメリカのローレンス社を買収。同年Altor 2003 Fundによって合併が行われ、ナビコ社が設立された。ナビコはアメリカのブランズウィック コーポレーションのマリンエレクトロニクス部門を買収。買収によりレクレーショナル業界向けとしては最大手企業となる。
2016年 - ゴールドマンサックスとAltorFundIVによってAltor 2003 Fundからナビコグループを買収する契約に署名。同年C-MAP社を買収。
2021年 - ブランズウィック コーポレーションがAltor FundIVからナビコグループを買収する。

## 保有ブランド
ブルックス&ゲートハウス（B&G, Brookes＆Gatehouse）
主にクルーザーやヨット向けの商品開発を行っており、チャートプロッター、ナビゲーション機器など電子航海計器、自動操縦装置、レーダーなどの製品提供を行う。また、セーリングやヨットレースなど競技用ソフトウェア開発なども手掛ける。
ローレンス・エレクトロニクス（Lowrance Electronics）
一般釣り人向けの魚群探知機やソナー、エレクトリック・トローリング・モーターなどを提供する。日本ではローランスとも表記される。
シムラッド・ヨッティング（Simrad Yachting）
小型船舶から大型船、軍艦などに向けた統合ナビゲーション装置（ECDIS）や通信機器、レーダーシステム、自動操縦装置、航海用安全機器など船舶用電子機器全般の提供を行う。また、同様製品の商船向けを専門とするコマーシャル部門を抱える。
C-MAP
1985年に設立されたC-MAPは航海用デジタル海図（ERC：Electronic Reference Chart）の提供を行う。